# Jean-Jacques Muyembe-Tamfum
Jean-Jacques Muyembe-Tamfum (República Democrática do Congo, 1942) é um médico microbiologista congolês, conhecido pela descoberta do vírus ébola. Em 2020, apareceu na lista de 100 pessoas mais influentes do ano pela Time.